# Star Fox
Star Fox (яп. スターフォックス Сута: Фоккусу) — видеоигра в жанре рельсового шутера, разработанная компанией Nintendo EAD при содействии Argonaut Games и изданная Nintendo для игровой системы Super Nintendo Entertainment System. Игра была выпущена 21 февраля 1993 года в Японии, 1 марта в Соединённых Штатах и 3 июня в Европе. Игра стала первой в серии видеоигр Star Fox и впоследствии в 2017 году была переиздана на игровой системе Super NES Classic Edition, а в сентябре 2019 года появилась в сервисе Nintendo Switch Online на Nintendo Switch.
Star Fox является результатом сочетания опыта Nintendo в области дизайна игр и технического опыта Argonaut Games. Картридж игры включает в себя графический процессор Super FX, обеспечивающий трёхмерную графику. В то время вывод трехмерных моделей с использованием полигонов на игровых системах был новшеством, и в результате игра приобрела большую известность. Разработка Super FX также способствовала созданию рынка трехмерных графических ускорителей.
Сюжет игры рассказывает о Фоксе Макклауде и остальной команде Star Fox, которым нужно защитить родную планету Корнерия от атаки армий безумного учёного Андросса. Игроки управляют космическим кораблем, преодолевая трёхмерные уровни, полные препятствий и врагов, которых необходимо уничтожить.
Star Fox добилась большого коммерческим успеха и получила положительные отзывы. Критики высоко оценили её технические достижения и качество игрового процесса. Было продано более четырех миллионов копий, что сделало её одной из самых продаваемых игр для Super Nintendo. Игра породила одну из ключевых франшиз Nintendo. Главный герой, Фокс Макклауд, также стал одним из ключевых персонажей бренда Nintendo. Сюжет игры позднее изменялся в ремейках и перезапусках: Star Fox 64 для Nintendo 64 в 1997 году, Star Fox 64 3D для Nintendo 3DS в 2011 году, и Star Fox Zero для Wii U в 2016.

## Игровой процесс

Фокс атакует противников на начальном уровне Корнерия в то время как Пеппи передает сообщение. Графика игры отрисовывается с помощью Super FX.

Star Fox — рельсовый шутер в трёхмерном пространстве, в котором игрок управляет космическим кораблем Arwing и движется по заранее определённому пути. Задача игрока — с помощью лазерных пушек уничтожать различных врагов (корабли, роботы, существа и т. д.), которые появляются в заранее определённом порядке. Игрок начинает игру с тремя бомбами, которые наносят урон всем противникам на экране. В конце каждого уровня появляется босс, которого нужно победить, чтобы завершить уровень и попасть на следующий.
В процессе игры можно собирать различные усиления (англ. Power-up), которые могут либо выпадать из уничтоженных врагов, либо попадаться в различных местах уровня; при этом некоторые из них появляются только при выполнении определённых условий. К таким элементам относятся: частичное восстановление здоровья, полное восстановление с контрольной точкой, дополнительная бомба, временный защитный экран, дополнительная жизнь и улучшение вооружения. Однако количество бомб ограничено пятью, а улучшений — двумя. В конце каждого уровня игроку начисляются очки (выраженные в процентах), отражающие количество врагов, уничтоженных им или его виртуальными товарищами. Оценка в 100 % позволяет получить дополнительную жизнь.
В игре представлено два варианта вида от третьего лица. Первый, называемый «стандартным», отображает камеру чуть выше и сзади корабля (англ. standard), второй, «ближний», располагает камеру прямо за кораблем (англ. approach). Во время уровней, проходящих в космосе, игра автоматически переключается на вид от первого лица (англ. cockpit), при этом два других вида остаются доступными. Интерфейс также дополняется прицелом и четырьмя маркерами, указывающими ориентацию корабля в пространстве.
Корабль игрока оснащен двигателями, которые позволяют ускоряться или замедляться на короткий промежуток времени, что можно использовать для маневрирования вокруг врагов и препятствий. Соответствующий индикатор показывает задержку перед следующим использованием. В классических играх жанра рельсового шутера любое столкновение карается уничтожением корабля игрока, однако в Star Fox полоска жизни показывает количество повреждений, которое может быть нанесено до уничтожения корабля. Вражеский огонь бывает разных видов и наносит различный урон. Вовремя выполнив вращение корабля, можно отразить большую часть попаданий. Игра также предусматривает локализацию урона: так, попадания по корпусу в два раза более разрушительны, чем попадания по крыльям. Если крыло корабля сильно ударится о землю или препятствие, оно может сломаться, что приведет к ухудшению вооружения и управляемости корабля.
В начале игры выбирается один из трёх различных маршрутов. Каждый из них соответствует своему уровню сложности, но в то же время предлагает уникальный набор уровней. Несмотря на то, что все три маршрута начинаются и заканчиваются в одних и тех же точках, каждый маршрут имеет свои собственные уникальные уровни. При этом, независимо от выбранного пути, все три маршрута игры проходят через планеты Корнерия и Веном, которые служат стартовым и финальным уровнями. Однако версии этих уровней меняются в зависимости от выбранного игроком пути.
На протяжении всей игры игрока сопровождают три члена команды, управляемые компьютером. Они обмениваются с игроком информацией и советами, которые появляются на экране в виде портрета персонажа и соответствующего сообщения. В определенные моменты, один из них появляется в поле зрения игрока, преследуя врага или, наоборот, нуждаясь в помощи. Если игрок не отвечает на их просьбы о помощи, союзник может получить серьезные повреждения и быть выведен из игры. Союзники также атакуют врагов, что облегчает набор максимального счёта. Они не реагируют на огонь игрока, однако могут отметить его атаки и сделать замечание.

## Сюжет

### Вселенная и персонажи
Действие игры происходит в звездной системе Лайлет, которая является частью вымышленной вселенной Star Fox. Эта система населена различными антропоморфными животными, такими как лисы, кролики, собаки и другие. Система состоит из пяти планет. Корнерия — тихое фермерское сообщество без развитой оборонительной системы, но окружённое поясом астероидов, образующими естественную защиту. Титания — необитаемая планета, покрытая густым туманом и полная природных ресурсов. Макбет — пустыня, разорённая геологическими катаклизмами. Фортуна, прозванная «Планетой Динозавров», населена множеством диких существ. Веном, некогда процветающий и зелёный мир, стал базой для основы армии Андросса.
Команда Star Fox представляет собой элитное подразделение космических наёмников с выдающимися боевыми навыками. В состав команды входят четыре члена. Фокс МакКлауд — лис и лидер группы. Фалько Ломбарди, сокол, обладает исключительными пилотскими навыками и склонен к безрассудству. Пеппи Хеа — заяц, ветеран команды. Слиппи Тоад — жаба, механик, самый молодой член команды, который часто попадает в сложные ситуации.
Доктор Андросс был известным и уважаемым учёным на Корнерии, однако, движимый жадностью и эгоизмом, начал опасные эксперименты, которые угрожали существованию планеты. В итоге он был изгнан на планету Веном. Через некоторое время, провозгласив себя императором, Андросс поднял армию и начал завоевание системы Лайлет.

### Сценарий

Выбор маршрута в начале игры. Маршруты отличаются по сложности.

Император Андросс объявил войну всей остальной части системы Лайлет, в том числе и планете Корнерия. Генерал Пеппер, командующий силами обороны Корнерии, нанял команду Star Fox, которая снаряжена прототипом космического корабля Arwing. Их миссия заключается в том, чтобы проложить свой путь через систему Лайлет, захваченную войсками Андросса, на планету Веном. Команда Star Fox может выбрать из трёх маршрутов до Венома. В любом случае, игра начинается на Корнерии, находящейся под атакой сил противника.
Если игрок выбрал первый путь, то команда сталкивается с армадой Андросса, состоящей из мощных ударных судов, и далее летит к Метеоре, искусственному астероиду, где располагалась передовая база Корнерии. Второй маршрут отправляет команду на Титанию, которую Андросс занял для добычи ресурсов, и далее, после её освобождения, в Сектор Y, наполненный таинственными существами. На третьем маршруте, Фокс МакКлауд и его экипаж отправляются к планете Фортуна. Там им удаётся победить гигантских существ, в том числе и гигантского дракона, и позже через Сектор Z отправиться на планету Макбет, служащую оружейной для войск Андросса.
Все три дороги сходятся на планете Веном. После первого боя на орбите, команда спускается к поверхности планеты. Фоксу удаётся пробиться к логову Андросса, где противостояние достигает кульминации. Злодей принимает форму большой маски, и нападает с помощью телекинеза. Фокс побеждает Андросса и освобождает Лайлет от его ига. Он принимает поздравления от генерала Пеппера и со своей командой возвращается на Корнерию.

## Разработка

### Рождение
В конце 1980-х годов британская компания Argonaut Games решила выйти на рынок домашних игровых систем. На тот момент приставка Nintendo Entertainment System, выпущенная в 1988 году в Великобритании, с трудом прижилась в этой стране, но была чрезвычайно популярна в остальном мире. Основатель Argonaut Джереми «Джез» Сан решил поэкспериментировать с трехмерной графикой на системе Nintendo. Сан получил набор для разработки игр на Game Boy, портативной игровой системе от компании Nintendo, которая еще не вышла на западном рынке. Молодой программист из Argonaut, Дилан Катберт, разработал демонстрационную версию под названием Eclipse, которая демонстрировала возможности трёхмерного рендеринга на Game Boy. В начале июля 1990 года Джереми Сан продемонстрировал игру на выставке Consumer Electronics Show различным издательствам, в том числе Nintendo of America. Тони Харман, впечатлённый тем, как удалось получить такую графику на Game Boy, которая прежде всего была двухмерной системой, организовал встречу с руководством Nintendo. Встреча состоялась в Киото, и на ней присутствовали Сигэру Миямото и Хироси Ямаути.
В ходе встречи Сан продемонстрировал представителям Nintendo трёхмерный движок Eclipse. Помимо этого, он представил демонстратор движка для NES, который назвали NesGlider в честь их предыдущей 16-битной игры для персональных компьютеров — Starglider. В свою очередь, руководство Nintendo показало прототип системы Super Nintendo Entertainment System и образцы игр, которые должны были выйти на новой системе: Super Mario World, F-Zero и Pilotwings. По окончании встречи Nintendo приобрела права на движок Eclipse, впоследствии переименованный в X, и согласовала сотрудничество команд Argonaut Games и Nintendo Research & Development 1.

### Технологические инновации

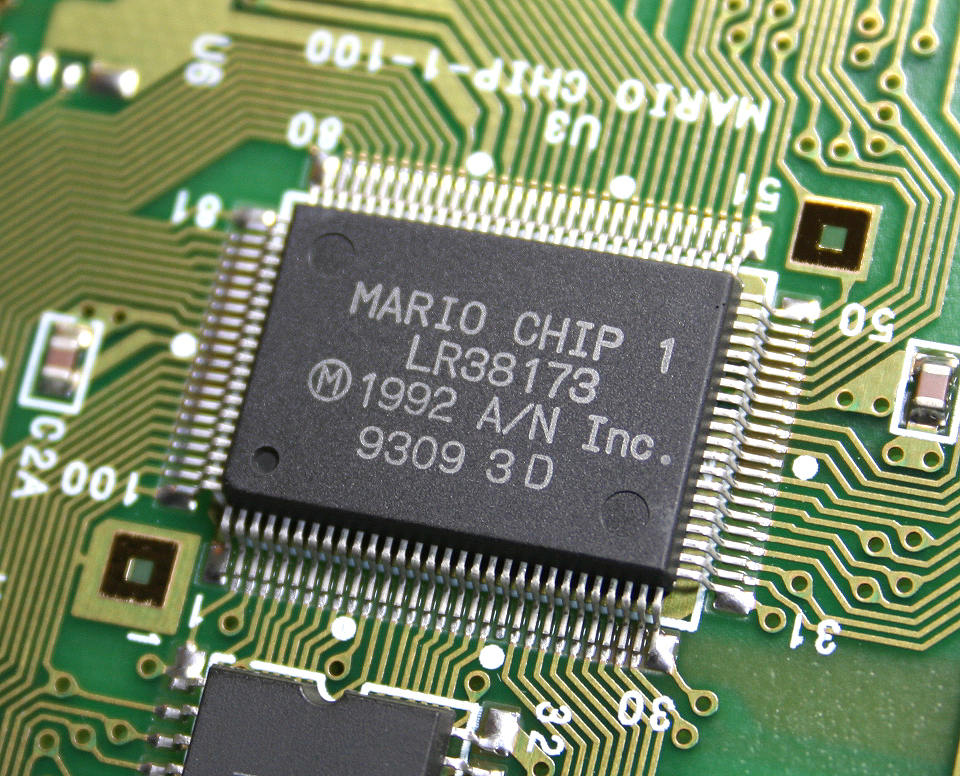
Прототип чипа, разработанный Argonaut, маркированный «MARIO CHIP 1»

Argonaut взялась за разработку для Super Nintendo Entertainment System и столкнулась с проблемами. Джереми Сан проконсультировался с Nintendo и убедил их в том, что движок исчерпал все возможности игровой системы. Несмотря на то, что компания никогда раньше не занималась разработкой такого оборудования, Сан попросил разрешения на создание специального аппаратного обеспечения, увеличивающего графические возможности системы. В ответ на это предложение Nintendo согласилась выделить миллион долларов на исследовательские работы.
Сан собрал команду специалистов по созданию интегральных схем из Кембриджа, включая бывших сотрудников Sinclair Research. Они выбрали новый подход к разработке чипа, сфокусировавшись сначала на программном обеспечении. Команда сначала написала желаемое программное обеспечение, а затем создала подходящую аппаратную платформу для его работы. В силу отсутствия необходимой документации, Argonaut пришлось использовать методы обратной разработки для изучения прототипа Super Nintendo. В результате был создан чип, способный взаимодействовать непосредственно с системой, вне зависимости от того, интегрирован ли он в неё или в картридж.
Изначально разработанный для работы с графическими приложениями, микропроцессор с тактовой частотой в 11 МГц также обладал способностью выполнять математические расчеты. Этот чип, один из первых на базе архитектуры RISC, стал первым в истории трёхмерным ускорителем. В сравнении с графической библиотекой Super Nintendo его производительность была выше в сорок раз. Такая мощность позволила реализовать на этом микропроцессоре полный функционал игры: графику, физику и даже игровой процесс. Это даже стало поводом для шуток среди разработчиков: будто бы вся игровая приставка — всего лишь блок питания для этого чипа. Изначально микропроцессор носил кодовое имя MARIO Chip, расшифровывающееся как «Mathematical, Argonaut, Rotation & Input/Output», но впоследствии Nintendo переименовала его в Super FX.
Программирование игры под чип оказалось очень сложным. В начале разработки команда Argonaut использовала ассемблер, работающий под DOS, с ограничением памяти в 640 КБ. На полпути к завершению проекта исходный код стал слишком большим для однократной компиляции. У них также не было компоновщика для компиляции нескольких отдельных файлов. В результате в Argonaut потратили два месяца на разработку собственного ассемблера и компоновщика, и закончили его за четыре месяца до конца разработки проекта. Эти новые инструменты упростили и ускорили процесс разработки.

### Дизайн
Разработка игры X была завершена одновременно с появлением прототипа Super FX, и Дилан Катберт занял должность ведущего программиста новой игры, в разработке которой помогали Жиль Годдард и Кристен Уомбелл. Изначально проект не задумывался в жанре рельсового шутера, и по аналогии со Starglider 2 предоставлял игроку свободу передвижения по миру. Команда продемонстрировала прототип продюсеру игры Сигэру Миямото, однако тот не впечатлился результатом и взял на себя контроль за дизайном игры. В течение следующих семи месяцев обе команды трудились над проектом, порой работая по 12 часов в сутки. Во время этой работы было принято решение сделать игровой процесс линейным, чтобы корабль летел по заранее заданному пути. Эти изменения были вдохновлены выпущенными в 1991 году аркадными играми Starblade и Solvalou от Namco. Миямото руководил работой на протяжении большей части проекта и сам настраивал управление и поведение камеры.
Примерно на середине разработки игры Миямото занялся созданием сценария. Он набросал вымышленную вселенную игры и предложил несколько названий на выбор: Star Wolf, Star Wing, Star Gunner, Star Fox, Star Sheep, Star Sparrow, Star Hawk, и Lylat Wars. Миямото не смог выбрать ничего из этого сразу, и колебался в выборе дизайна главного героя. Вдохновение пришло к нему от статуй в храме Фусими Инари-тайся в Киото, изображающих Инари — богиню в синтоистской мифологии, которую изображают в виде лисы. В мифологии Инари умеет летать, а в святилищах её изображение окружено ториями, и это натолкнуло Миямото на мысль о том, что главным персонажем должна стать лиса, которая будет летать через арки. Один из уровней игры был вдохновлён тоннелем из торий в святилище. Дизайном персонажей занимался Такая Имамура, а музыку написал Хадзимэ Хирасава.
Миямото позже отмечал, что вдохновением для кораблей Arwing послужили истребители X-wing из франшизы «Звёздные войны». Миямото рассказывал, что он хотел, чтобы в серии Star Fox были персонажи-животные, поскольку ему не хотелось создавать серию с обычными научно-фантастическими сюжетами с людьми, роботами, монстрами и супергероями. Комментируя главного персонажа, он пояснил, что всегда планировал использовать английское слово «fox» (с англ. — «лиса») вместо японского слова «кицунэ» (яп. キツネ). Вдохновившись японским фольклором, Имамура ввел в сюжет птицу и зайца. Идея добавить жабу появилась благодаря одному из сотрудников Nintendo EAD, который использовал жабу в качестве своего талисмана. Опираясь на существующее в Японии выражение о собаках и обезьянах, вечно ссорящихся между собой, возникла идея сформировать армию Корнерии из собак и противоборствующую ей армию из обезьян. Соответственно, генерал Пеппер был сделан собакой, а Андросс — обезьяной. Вдохновившись британскими телешоу с марионетками, в частности «Тандербёрды: Международные спасатели», Миямото создал марионеток команды Star Fox и использовал их фотографии для оформления обложки игры.
В документальном сериале High Score Дилан Катберт и Жиль Годдард поделились историей о том, как после переезда в Киото для работы в Nintendo им предоставили рабочее место в отдаленной комнате, дабы оградить от доступа к секретным проектам компании, поскольку они не являлись полноценными сотрудниками. Они также вспоминали, как Миямото регулярно навещал их, давая советы и комментарии между затяжками сигареты — в то время он был страстным курильщиком.

### Выпуск
Перед выходом игры была развернута масштабная рекламная кампания, организованная Nintendo. Презентация игры проходила в Лас-Вегасе на выставке Consumer Electronics Show в январе 1993 года. Демонстрация игры происходила под гигантским куполом, с использованием светового шоу и лазеров.
В Соединённых Штатах в период с 30 апреля по 2 мая 1993 года был проведён конкурс «Super Star Fox Weekend Competition», который состоялся примерно в двух тысячах магазинов. Участники получили значок Star Fox ограниченного выпуска, а за накопление высокого количества баллов участники получали в приз футболки. Самые успешные игроки, показавшие наивысшие результаты, участвовали в розыгрыше главного приза — путешествия на четверых в Лондон, Париж, Сидней или Токио, все расходы на которое были покрыты организаторами, или же денежного приза в размере 15 000 долларов США. Победителем стал Тревор Питерсма из Гарленда, Техас, который предпочел денежный приз. После завершения оригинального конкурса, ограниченное количество игровых картриджей, которые были созданы специально для конкурса, были проданы через журнал Nintendo Power. Эти картриджи имели режим одиночной игры с ограничением времени, а также эксклюзивный бонусный уровень. На стартовом экране этих картриджей было написано «Official Competition Cartridge». Также в журнале Nintendo Power публиковалась серия комиксов по вселенной Star Fox, автором и художником которых был Бенимару Ито.
В Европе, перед выходом, игра была переименована в Star Wing из-за проблем с торговыми марками. Произошло это из-за наличия одноимённой игры от Mythicon для Atari 2600, разработанной в 1983 году. Star Fox для Atari не относилась к игре от Nintendo, и к тому же считается одной из худших игр для Atari 2600. Несмотря на то, что игра так и не добралась до Европы, и компания была распущена в том же 1983 году, торговая марка была по-прежнему в силе. При этом, Дилан Катберт позже рассказал изданию Nintendo Life версию о том, что в Германии существовала компания под названием StarVox, и название фонетически очень схоже с Star Fox, поэтому в Nintendo решили переименовать игру.

## После выхода

### Продажи
Игра Star Fox получила огромный коммерческий успех. На момент выхода игра побила мировой рекорд по продаже копий игр за неделю, разойдясь тиражом более миллиона копий. Продажи игры составили 800 000 экземпляров в Японии, 1 630 000 в Северной Америке и 560 000 в Европе. В целом, игра продалась в количестве 3 миллионов экземпляров, и стала одной из самых успешных игр для Super Nintendo. Прибыль была настолько большой, что Nintendo на неё открыло европейский отдел, будущий Nintendo of Europe.

### Оценки
| Сводный рейтинг            | Сводный рейтинг  |
| Агрегатор                  | Оценка           |
| -------------------------- | ---------------- |
| GameRankings               | 88 % (7 обзоров) |
| Иноязычные издания         |                  |
| Издание                    | Оценка           |
| AllGame                    | [ 42 ]           |
| EGM                        | 35 из 40         |
| Famitsu                    | 34 из 40         |
| GamePro                    | 5 из 5           |
| Nintendo Power             | 4,125 из 5       |
| Electronic Games           | 95 %             |
| Ultimate Nintendo          | 4,5 из 5         |
| Русскоязычные издания      |                  |
| Издание                    | Оценка           |
| «Денди — Новая реальность» | 4 из 5           |

На момент выхода игры, трёхмерные полигональные игры, несмотря на их обыденность на домашних компьютерах, IBM PC-совместимых компьютерах и аркадах, были весьма редки на игровых консолях. К примеру, в данном поколении были разве что Hard Drivin' и Steel Talons на Genesis или Faceball 2000 на Super NES.
Electronic Gaming Monthly дал игре награду Best Shooter of 1993. Star Fox занял 115 место в списке 200 лучших видеоигр от EGḾ, и 82 место среди игр, выпущенных на платформе от Nintendo, по версии журнала Nintendo Power. Также игра получила 34 из 40 баллов от журнала Famitsu, и 4.125 из 5 от Nintendo Power. Next Gen Magazine выделил Star Fox как пионера использования трёхмерной графики на консолях. IGN выделило игру как пример того, как, даже с полигональным дизайном, она очень схожа со старыми играми в плане того что игроку нужно путешествовать по уровню по заранее заданному пути. Великий Dракон пересказал сюжет игры, не дав ей оценки.

## Наследие

### Технологическое наследие

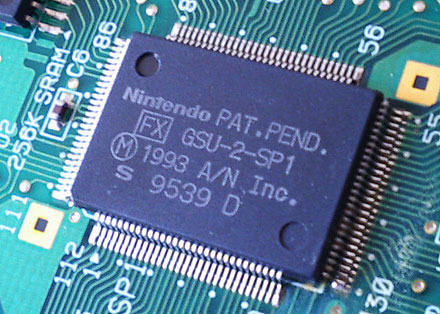
Чип Super FX 2, использовавшийся в Yoshi’s Island

Вслед за успехом Star Fox, корпорация Nintendo начала работу над другими играми, использующими Super FX, такими как Stunt Race FX. Кроме того, разработчики создали улучшенную версию чипа под названием Super FX 2, работающую на частоте 21 МГц, и которая была использована в игре Super Mario World 2: Yoshi’s Island. По словам Дилана Катберта, Super FX дал Super Nintendo преимущество перед конкурирующей игровой системой Sega Mega Drive, которого ей не хватало до этого момента.
Для продажи Super FX, Argonaut Games и Nintendo основали совместное предприятие, известное как A/N Software Inc, и базировавшееся в офисе Nintendo of America. В последующие годы чип был продан тиражом более десяти миллионов экземпляров, превосходя по продажам другие MIPS и ARM процессоры. Super FX был самым продаваемым RISC процессором в мире, до тех пор пока на рынок не вышла PlayStation, и ARM процессоры достигли успеха на рынке мобильных телефонов.
Получив опыт в проектировании аппаратуры, Argonaut создало в 1994 году подразделение под названием Argonaut Technologies, специализировавшееся на разработке 3D-ускорителей. Далее компания разработала чипы для GreenPiece от Philips, VeggieMagic от Apple и MatriArc от Hasbro, но ни одно из этих устройств не вышло в продажу. В итоге в Argonaut решили создать свой собственный чип, и объявили о разработке нового 32-разрядного RISC процессора, получившего название ARC, сокращенное от Argonaut Risc Core. Выпущенный в 1996 году, это первый настраиваемый микропроцессор, предназначенный для интеграции с ASIC. Argonaut продавало операционные лицензии на процессор с правом вносить изменения в инструкции, регистры и флаги. Этот метод позволял создать пользовательский микропроцессор в сжатые сроки, и сэкономить месяцы и даже годы разработки. Для облегчения этой задачи, в Argonaut разработали интегрированную систему разработки под названием Application Specific RISC Processor Architecture. В 1997 году Argonaut Technologies создало филиал под названием ARC International, посвящённый разработке и коммерциализации процессора ARC.

### Франшиза
Star Fox, наравне с Metroid, The Legend of Zelda и Super Mario, стала одной из главных франшиз Nintendo.
На волне успеха Star Fox началась разработка продолжения под названием Star Fox 2 для Super Nintendo. Команда состояла из сотрудников Nintendo, работавших над первой игрой, а главой проекта стал Дилан Катберт, в то время как его коллега Глиз Годдард взялся за разработку Stunt Race FX. На этот раз в Star Fox 2 позволялось свободно перемещаться в трёх измерениях. Будучи полностью законченной и находясь на стадии отладки, игра была отменена Nintendo. Сигэру Миямото решил создать значимый разрыв между трёхмерными играми Super Nintendo и выходом Nintendo 64.
Спустя 22 года после изначально запланированной даты выпуска, Star Fox 2 была выпущена в комплекте с игровой консолью Super NES Classic Edition в сентябре 2017 года.
В Nintendo решили продолжить серию на Nintendo 64, и выпустили Star Fox 64 в 1997 году. Это, в основном, ремейк первой части с тем же сценарием. По словам Сигэру Миямото, игра на 60 % состояла из первой игры Star Fox, на 30 % из Star Fox 2, и только 10 % были совершенно новыми. В дополнение к стандартным рельсовым сегментам в игре также были задания на свободный полёт.